# قالول
«قالول» قرية جزائرية ذات طابع ريفي صناعي تم تحويل الاسم إلى سي الوليد في سنة 2016 حقيقة أصل الاسم قالول هو من محض الأصول الجزائرية الأمازيغية (و معنى «قالول»: هو المكان المرتفع أو قليل الارتفاع). وأصله هو:«أقلول» وفي الأوراس إلى يومنا هذا يطلق على المكان المرتفع أو قليل الارتفاع؛ أقلول.و قيل أنها استمدت اسمها من المعمر الفرنسي "khalloul" ابان حقبة الاستعمار الفرنسي.
و في المناطق بقالول وما جاورها، يقال (أبني قال)، معنى ضع احجار أو تربة يابسة فوق بعضها حتى تصبح عالية على سطح الأرض يعني مرتفعة على ما يجاورها. إذا هو: «القال» يبنى لتحديد الحدود للأماكن خاصة بالأراضي الزراعية.

## الموقع الجغرافي
تقع قرية قالول في احضان جبال وسهوب المنطقة الشمالية لولاية الشلف، وتابعة إقليميا لدائرة أبو الحسن وللبلدية نفسها،- يحدها شمالا الجبال الممتدة على طول ساحل البحر الأبيض المتوسط لبلدية تنس، ومن هذه الجبال: جبال ماينس، جبل مولى توكال، وجبل العامري...الخ، ويحدها شرقا: حدود بلدية سيدي عكاشة وتفصلهما قرية بن شلاوة - والسوالمية اللتان تبعدان ب 3كم، - ويحدها غربا:حدود بلدية أبو الحسن التي تبعد من مخرج حدود (المزرعة النموذجية «السي منصور») قالول ب 2 كم، كما يحدها جنوبا: حدود بلدية بوزغاية ذات الطابع السهبي المخصص لزراعة أنواع القمح.

## السكان
يبلغ عدد سكان فرية قالول أكثر من عشرة آلاف ساكن حسب احصاح اوخر القرن الماضي، ويمارسون مختلف النشاطات الفلاحية

## المساحة
تبلغ مساحتها أكثر من 25 كم2، أغلبها مساحتها هي أراضي فلاحية خصبة.

## الزراعة
عرفت هذه المنطقة الزراعة منذ القدم، وأثناء الاستعمار الفرنسي خصصت جل مساحاتها الفلاحية لزراعة الكروم وتحويلها إلى خمور وخصص لهذا الغرض مخزن إنتاج الخمور "LA CAVE DE KHALLOUL" الذي استمر عمله حتى بعد الاستقلال.
كما شيد المعمرون مزرعتين أولها بالمدخل الشرقي، والأخرى بالمدخل الغربي للقرية، وما زالتا تنتجان مختلف أنواع الحبوب«القمح اللين والصلب، والشعير» ومختلف أنواع الفواكه الخضار، كما تقوم المزرعة بتربية الدواجن.تسمى بالمزرعة النموذجية«سي بلخديم».

## الصناعة
يوجد بقرية قالول مصنع لصناعة وتركيب أجهزة التلحيم "SIDAL"وتعبئة اصطوانات الأكسجين الذي يوظف العديد من أبناء القرية وشباب البلديات المجاورة.